# Stefan II Kantakuzen
Stefan II Kantakuzen (rum. Ștefan Cantacuzino; zm. 7 czerwca 1716) – hospodar Wołoszczyzny w latach 1714–1715 z rodu Cantacuzino.
Był bratankiem hospodara Șerbana Kantakuzena, który w końcu XVII w. zdominował polityczne życie Wołoszczyzny. W 1707 doszło do konfliktu pomiędzy wówczas panującym Konstantynem Brâncoveanu, blisko spokrewnionym z rodziną Kantakuzenów i przez nią na tron wprowadzonym (Konstantyn wychowywał się na dworze ojca Stefana) – od tego momentu Cantacuzino starali się usunąć go z tronu. Udało się to w 1714, gdy oskarżony o zdradę Turcji został ścięty na rozkaz sułtański wraz z synami. Ahmed III powierzył wówczas tron wołoski Stefanowi, który jednak nie wytrwał na nim zbyt długo – już rok później, sam oskarżony został o zdradę i sprowadzony do Konstantynopola. Tam na wiosnę 1716 spotkał go los swego poprzednika – został ścięty wraz z rodziną (ojcem Konstantynem, uczonym i historykiem, oraz stryjem Michałem; jego synowie ocaleli).
Detronizacja i śmierć Stefana Kantakuzena oznaczała nie tylko upadek rodu Kantakuzenów, ale też początek trwającej około stu lat ery fanariotów, kiedy to sułtani tureccy nie ufający zupełnie możnym miejscowym, powierzali trony hospodarskie przedstawicielom Greckich rodzin z Konstantynopola (niekiedy tylko – całkowicie zhellenizowanym przedstawicielom rodów pochodzących z księstw rumuńskich).